# Liste des députés européens de Roumanie de la 8e législature

Cet article présente la liste des députés européens de Roumanie de la 8e législature (2014-2019).
|                  | S&D | S&D  | S&D  | S&D | S&D   | S&D  | ADLE | ADLE  | ADLE | PPE | PPE  | PPE | PPE  | PPE  | PPE   | PPE | CRE | CRE   | CRE  | NI |
| PSD              | PC  | UNPR | Ind. | PPU | Total | Ind. | ALDE | Total | PNL  | PDL | UDMR | PMP | PLUS | Ind. | Total | M10 | PRO | Total | Ind. |    |
| ---------------- | --- | ---- | ---- | --- | ----- | ---- | ---- | ----- | ---- | --- | ---- | --- | ---- | ---- | ----- | --- | --- | ----- | ---- | -- |
|                  |     |      |      |     | Total |      |      | Total |      |     |      |     |      |      | Total |     |     | Total |      |    |
| 1er juillet 2014 | 12  | 2    | 2    | 0   | -     | 16   | 1    | -     | 1    | 6   | 5    | 2   | 2    | -    | 0     | 15  | -   | -     | 0    | 0  |
| mars 2017        | 12  | -    | -    | 1   | 1     | 14   | 2    | 1     | 3    | 8   | 0    | 2   | 1    | -    | 2     | 13  | 1   | -     | 1    | 1  |
| février 2019     | 10  | -    | -    | 2   | 1     | 13   | 1    | 2     | 3    | 8   | 0    | 2   | 0    | 1    | 2     | 13  | 1   | 1     | 2    | 1  |

## Députés européens élus en 2014
| Nom                       | Parti | Parti                                                 | Groupe politique européen | Groupe politique européen                                    |
| ------------------------- | ----- | ----------------------------------------------------- | ------------------------- | ------------------------------------------------------------ |
| Corina Crețu              |       | Parti social-démocrate (PSD)                          |                           | Socialistes et démocrates (S&D)                              |
| Cătălin-Sorin Ivan        |       | Parti social-démocrate (PSD)                          |                           | Socialistes et démocrates (S&D)                              |
| Dan Nica                  |       | Parti social-démocrate (PSD)                          |                           | Socialistes et démocrates (S&D)                              |
| Daciana Sârbu             |       | Parti social-démocrate (PSD)                          |                           | Socialistes et démocrates (S&D)                              |
| Ioan Mircea Pașcu         |       | Parti social-démocrate (PSD)                          |                           | Socialistes et démocrates (S&D)                              |
| Viorica Dăncilă           |       | Parti social-démocrate (PSD)                          |                           | Socialistes et démocrates (S&D)                              |
| Sorin Moisă               |       | Parti social-démocrate (PSD)                          |                           | Socialistes et démocrates (S&D)                              |
| Victor Boștinaru          |       | Parti social-démocrate (PSD)                          |                           | Socialistes et démocrates (S&D)                              |
| Claudiu Ciprian Tănăsescu |       | Parti social-démocrate (PSD)                          |                           | Socialistes et démocrates (S&D)                              |
| Ana-Claudia Țapardel      |       | Parti social-démocrate (PSD)                          |                           | Socialistes et démocrates (S&D)                              |
| Andi Cristea              |       | Parti social-démocrate (PSD)                          |                           | Socialistes et démocrates (S&D)                              |
| Victor Negrescu           |       | Parti social-démocrate (PSD)                          |                           | Socialistes et démocrates (S&D)                              |
| Maria Grapini             |       | Parti conservateur (PC)                               |                           | Socialistes et démocrates (S&D)                              |
| Laurențiu Rebega          |       | Parti conservateur (PC)                               |                           | Socialistes et démocrates (S&D)                              |
| Damian Drăghici           |       | Union nationale pour le progrès de la Roumanie (UNPR) |                           | Socialistes et démocrates (S&D)                              |
| Doru-Claudian Frunzulică  |       | Union nationale pour le progrès de la Roumanie (UNPR) |                           | Socialistes et démocrates (S&D)                              |
| Norica Nicolai            |       | Parti national libéral (PNL)                          |                           | Parti populaire européen (PPE)                               |
| Adina-Ioana Vălean        |       | Parti national libéral (PNL)                          |                           | Parti populaire européen (PPE)                               |
| Ramona Mănescu            |       | Parti national libéral (PNL)                          |                           | Parti populaire européen (PPE)                               |
| Cristian Bușoi            |       | Parti national libéral (PNL)                          |                           | Parti populaire européen (PPE)                               |
| Eduard Hellvig            |       | Parti national libéral (PNL)                          |                           | Parti populaire européen (PPE)                               |
| Renate Weber              |       | Parti national libéral (PNL)                          |                           | Parti populaire européen (PPE)                               |
| Theodor Stolojan          |       | Parti démocrate-libéral (PDL)                         |                           | Parti populaire européen (PPE)                               |
| Traian Ungureanu          |       | Parti démocrate-libéral (PDL)                         |                           | Parti populaire européen (PPE)                               |
| Marian-Jean Marinescu     |       | Parti démocrate-libéral (PDL)                         |                           | Parti populaire européen (PPE)                               |
| Daniel Buda               |       | Parti démocrate-libéral (PDL)                         |                           | Parti populaire européen (PPE)                               |
| Monica Macovei            |       | Parti démocrate-libéral (PDL)                         |                           | Parti populaire européen (PPE)                               |
| Iuliu Winkler             |       | Union démocrate magyare de Roumanie (UDMR)            |                           | Parti populaire européen (PPE)                               |
| Csaba Sógor               |       | Union démocrate magyare de Roumanie (UDMR)            |                           | Parti populaire européen (PPE)                               |
| Siegfried Mureșan         |       | Parti Mouvement populaire (PMP)                       |                           | Parti populaire européen (PPE)                               |
| Cristian Preda            |       | Parti Mouvement populaire (PMP)                       |                           | Parti populaire européen (PPE)                               |
| Mircea Diaconu            |       | Indépendant                                           |                           | Alliance des démocrates et des libéraux pour l'Europe (ADLE) |

## Entrants/sortants
| Entrant        | Parti | Parti | Groupe | Groupe | En remplacement de | Date              | Motif                                                        |
| -------------- | ----- | ----- | ------ | ------ | ------------------ | ----------------- | ------------------------------------------------------------ |
| Emilian Pavel  |       | PSD   |        | S&D    | Corina Crețu       | 1er novembre 2014 | Nommé à la Commission Juncker le 31 octobre 2014             |
| Mihai Țurcanu  |       | PNL   |        | ADLE   | Eduard Hellvig     | 2 mars 2015       | Nommé chef du Service roumain de renseignements en mars 2015 |
| Răzvan Popa    |       | PSD   |        | S&D    | Victor Negrescu    | 13 septembre 2017 | Nommé ministre délégué aux Affaires européennes              |
| Gabriela Zoană |       | PSD   |        | S&D    | Viorica Dăncilă    | 28 janvier 2018   | Nommée Première ministre                                     |

## Changement d'affiliation
| Membre                   | Parti  | Parti        | Parti       | Parti        | Groupe | Groupe | Groupe  | Groupe  | Date              | Note                          |
| Membre                   | Ancien | Ancien       | Nouveau     | Nouveau      | Ancien | Ancien | Nouveau | Nouveau | Date              | Note                          |
| ------------------------ | ------ | ------------ | ----------- | ------------ | ------ | ------ | ------- | ------- | ----------------- | ----------------------------- |
| Norica Nicolai           |        | PNL          | PNL         | PNL          |        | PPE    |         | ADLE    | 6 juillet 2014    |                               |
| Monica Macovei           |        | PDL          |             | indépendante |        | PPE    | PPE     | PPE     | 2 septembre 2014  |                               |
| Renate Weber             |        | PNL          | PNL         | PNL          |        | PPE    |         | ADLE    | 7 novembre 2014   |                               |
| Theodor Stolojan         |        | PDL          |             | PNL          |        | PPE    | PPE     | PPE     | 17 novembre 2014  | Le PDL est absorbé par le PNL |
| Traian Ungureanu         |        | PDL          |             | PNL          |        | PPE    | PPE     | PPE     | 17 novembre 2014  | Le PDL est absorbé par le PNL |
| Marian-Jean Marinescu    |        | PDL          |             | PNL          |        | PPE    | PPE     | PPE     | 17 novembre 2014  | Le PDL est absorbé par le PNL |
| Daniel Buda              |        | PDL          |             | PNL          |        | PPE    | PPE     | PPE     | 17 novembre 2014  | Le PDL est absorbé par le PNL |
| Cristian Preda           |        | PMP          |             | Indépendant  |        | PPE    | PPE     | PPE     | 13 décembre 2014  |                               |
| Monica Macovei           |        | Indépendante |             | M10          |        | PPE    | PPE     | PPE     | 3 juin 2015       |                               |
| Maria Grapini            |        | PC           |             | PPU          |        | S&D    | S&D     | S&D     | 9 juillet 2015    |                               |
| Laurențiu Rebega         |        | PC           |             | Indépendant  |        | S&D    |         | ENL     | 15 juillet 2015   |                               |
| Renate Weber             |        | PNL          |             | Indépendante |        | ADLE   | ADLE    | ADLE    | 10 septembre 2015 |                               |
| Norica Nicolai           |        | PNL          |             | Indépendante |        | ADLE   | ADLE    | ADLE    | 12 octobre 2015   |                               |
| Monica Macovei           |        | M10          | M10         | M10          |        | PPE    |         | CRE     | 27 octobre 2015   |                               |
| Doru-Claudian Frunzulică |        | UNPR         |             | PSD          |        | S&D    | S&D     | S&D     | 30 juin 2016      |                               |
| Damian Drăghici          |        | UNPR         |             | Indépendant  |        | S&D    | S&D     | S&D     | juillet 2016      |                               |
| Ramona Mănescu           |        | PNL          |             | Indépendante |        | PPE    | PPE     | PPE     | juillet 2017      |                               |
| Norica Nicolai           |        | Indépendante |             | ALDE         |        | ADLE   | ADLE    | ADLE    | août 2017         |                               |
| Sorin Moisă              |        | PSD          |             | Indépendant  |        | S&D NI |         | PPE     | 18 novembre 2017  |                               |
| Laurențiu Rebega         |        | Indépendant  | Indépendant | Indépendant  |        | ENL    |         | NI      | 2 mars 2018       |                               |
| Laurențiu Rebega         |        | Indépendant  |             | PRO          |        | NI     |         | CRE     | avril 2018        |                               |
| Siegfried Mureșan        |        | PMP          |             | PNL          |        | PPE    | PPE     | PPE     | mai 2018          |                               |
| Daciana Sârbu            |        | PSD          |             | Indépendante |        | S&D    | S&D     | S&D     | juillet 2018      |                               |
| Renate Weber             |        | Indépendante |             | ALDE         |        | ADLE   | ADLE    | ADLE    | septembre 2018    |                               |
| Cătălin-Sorin Ivan       |        | PSD          |             | Indépendant  |        | S&D    |         | NI      | septembre 2018    |                               |
| Cristian Preda           |        | Indépendant  |             | PLUS         |        | PPE    | PPE     | PPE     | janvier 2019      |                               |